# Lukas Vischer (Sammler)
Lukas Vischer (* 24. Oktober 1780 in Basel; † 23. Dezember 1840 im Schloss Ebenrain in Sissach) war ein Schweizer Geschäftsmann und, wie sein Vater, ein begabter Amateur-Künstler. Von ethnologischem Interesse sind seine Darstellungen von Creek-Indianern in den Vereinigten Staaten von Amerika und seine Studien des mexikanischen Lebens. Während seines neunjährigen Aufenthaltes in dem mittelamerikanischen Land trug er eine der bedeutendsten europäischen Sammlungen präkolumbianischer Skulptur und Keramik zusammen. Sie befindet sich heute im Museum der Kulturen Basel, dem alten Völkerkundemuseum der Stadt.